# Sonate K. 159
La sonate K. 159 (F.109/L.104) en ut majeur est une œuvre pour clavier du compositeur italien Domenico Scarlatti.

## Présentation
La sonate K. 159, en ut majeur, est notée Allegro. Elle est parfois présentée sous le titre de Gigue (comme par exemple dans les Classiques favoris du piano, où le même titre est donné aux sonates K. 96 et K. 523).
La sonate claironne son thème « de chasse », et c'est l'une des rares à réexposer son thème à la tonique, après un épisode en mineur dans la seconde partie, ce qui évoque fortuitement la découpe de la forme sonate classique, (voir les sonates 132, 256 et 481).

## Manuscrits
Le manuscrit principal est le numéro 12 du volume I de Venise (1752), copié pour Maria Barbara ; les autres sont Parme I 12, Münster IV 30 et Vienne B 30.

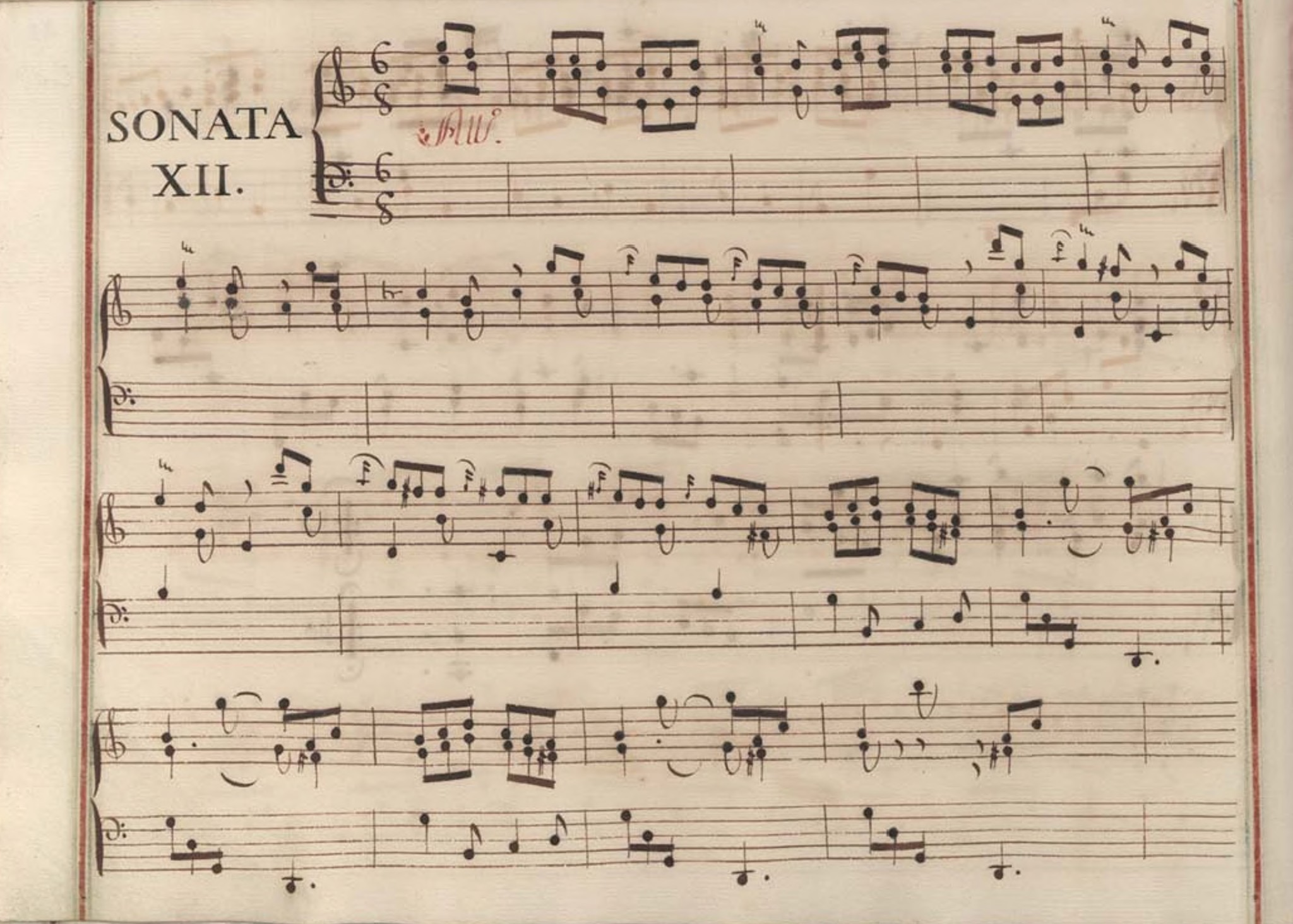
Début de la sonate XII, extraite du volume I du manuscrit de Venise (1752).

## Interprètes
La sonate K. 159 est défendue au piano, notamment par Myra Hess (1928), José Iturbi (1933, RCA/APR), Carlo Zecchi (1937, Cetra et 1954, Westminster), Emil Gilels (1955, Westminster/DG), Marcelle Meyer (1955), György Cziffra (1955, ICA), Aldo Ciccolini (1962, EMI), Arturo Benedetti Michelangeli (1965, Decca), Danièle Dechenne (nl) (1979, Musical Heritage Society), Anne Queffélec (1979, Erato), Heidi Kommerell (1985, Audite), Dubravka Tomšič Srebotnjak (1987, Grosse Meister), Ivo Pogorelich (1992, DG), Mūza Rubackytė (2000, Lyrinx), Valerie Tryon (2000, APR), Linda Nicholson (2004, Capriccio), Dejan Lazić (2008, Channel Classics), Racha Arodaky (2007), Carlo Grante (Music & Arts, vol. 1), Maurizio Baglini (2014, Decca), Ievgueni Soudbine (2014, BIS), Daniel Barenboim (2015, DG), Daria van den Bercken (2017, Sony) et Alon Goldstein (2018, Naxos, vol. 24).
Au clavecin elle est interprétée notamment, parmi d'autres, par Wanda Landowska (1934), Eliza Hansen (1953, Archiv), Elżbieta Stefańska-Łukowicz (1973, LP Muza Polskie), Scott Ross (Erato, 1985), Rafael Puyana (1984, Harmonia Mundi), sur son magnifique Hieronymus Albrecht Hass de 1740, Bob van Asperen (1991, EMI), Ton Koopman (Capriccio), Luc Beauséjour (Analekta), Richard Lester (2001, Nimbus, vol. 1) ainsi que par Sergio Vartolo (1998, Stradivarius, vol. 3).
Andrea Marcon l'a enregistrée à l'orgue (Divox), de même que Marco Ruggeri (2006, MV Cremona) et Andreas Nebl l'interprète à l'accordéon (2021, Castigo Classic Recordings).

## Sources
: document utilisé comme source pour la rédaction de cet article.
- Ralph Kirkpatrick (trad. de l'anglais par Dennis Collins), Domenico Scarlatti, Paris, Lattès, coll. « Musique et Musiciens », 1982 (1re éd. 1953 (en)), 493 p. (ISBN 978-2-7096-0118-4, OCLC 954954205, BNF 34689181).
- Alain de Chambure, « Domenico Scarlatti : Intégrale des sonates — Scott Ross », p. 190, Erato (2564-62092-2), 1985 (OCLC 891183737) .
- Guy Sacre, La musique pour piano : dictionnaire des compositeurs et des œuvres, vol. II (J-Z), Paris, Robert Laffont, coll. « Bouquins », 1998, 2426 p. (ISBN 978-2-221-08566-0).